# Aso (Vulkan)
Der Aso (japanisch 阿蘇山 Aso-san) ist ein Vulkan im Osten der Präfektur Kumamoto auf der japanischen Insel Kyūshū. Er besteht aus einer Caldera und mehreren Vulkankegeln, die in der Caldera entstanden sind.

## Caldera
Die Caldera mit einer Ausdehnung von 25 Kilometern in Nord-Süd- und 18 Kilometern in Ost-West-Richtung entstand in vier großen Ausbrüchen vor 300.000 bis 90.000 Jahren. Der Ausbruch vor rund 90.000 Jahren wird als mögliches Beispiel einer „Supereruption“ genannt, ein Begriff, der sogenannten Supervulkanen zugeordnet wird. Bei den Ausbrüchen entstanden pyroklastische Ströme, deren Ablagerungen nicht nur große Teile der Insel Kyūshū bedeckten, sondern bis in das Gebiet der heutigen Präfektur Yamaguchi im Südwesten der Hauptinsel Honshū reichten.
Das weiche Vulkangestein hat man in der Kofun-Zeit als Material für Grabstatuen („Haniwa“) verwendet. Im Norden der Caldera liegt die Stadt Aso-shi, während im Süden und Südwesten der Erhebung die Gemeinden  Minamiaso-mura und Takamori-machi liegen.
Nach dem Einbruch der Caldera entstanden in ihrer Mitte 17 Vulkankegel, unter ihnen der Taka-dake (1592 Meter), der Naka-dake (1506 Meter), der Neko-dake (1433 Meter), der Kishima-dake (1362 Meter) sowie der Eboshi-dake (1337 Meter).

## Naka-dake
Der einzige in historischer Zeit aktive Krater ist der Naka-dake; er gehört zu den aktivsten Vulkanen Japans. Meist handelt es sich um kleinere Eruptionen, oft in Form phreatischer Explosionen. Im Krater hat sich ein See gebildet.
Der Krater liegt im Aso-Kujū-Nationalpark und zählt zu den beliebtesten Zielen von Touristen auf der Insel Kyūshū. Er ist mit öffentlichen Verkehrsmitteln erreichbar. Am Kraterrand befinden sich Parkplätze und Aussichtsplattformen, die über eine Mautstraße zugänglich sind. Betonunterstände am Kraterrand sollen Schutz bei plötzlichen Eruptionen bieten.
Bei Eruptionen des Naka-dake starben wiederholt Menschen: 1957 wurden 12 Angestellte einer mittlerweile stillgelegten Seilbahn getötet. 1979 wurden drei Touristen von Blöcken erschlagen, die der Krater ausgeworfen hatte. Giftige Gase führten im November 1997 zum Tod zweier Touristen; zwischen 1980 und 1997 sollen sieben weitere Menschen an Gasvergiftungen gestorben sein.
Die Landschaft in unmittelbarer Nähe des Kraters ist nahezu vegetationslos und von Geröll geprägt, während im Umkreis von bis zu ca. 2 bis 3 km und auf Höhen über 1.000 Metern etwaige Bäume von den vulkanischen Gasen stark mitgenommen sind. Diese vulkanisch-topographisch besondere ökologische Enklave bietet seltenen Pflanzen eine Heimat, wie etwa den Kyūshū-Azaleen (Rhododendron kiusianum; englisch Kyushu azalea; japanisch ミヤマキリシマ), die in der Regel um die Goldene Woche Ende Mai dem Vulkan Rosatöne verleihen.

## Letzte Ausbrüche

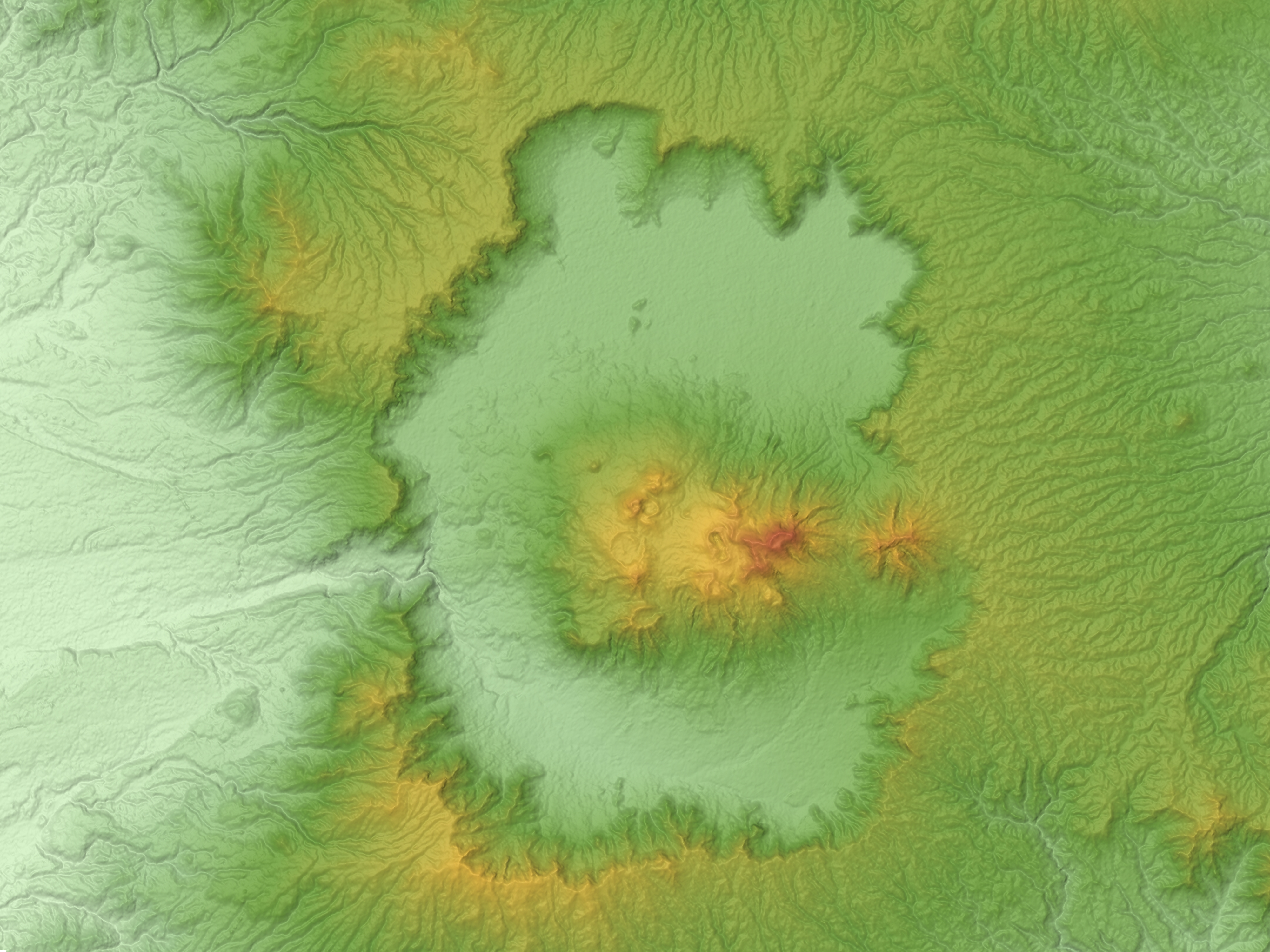
Caldera (Quelle: SRTM-Daten)
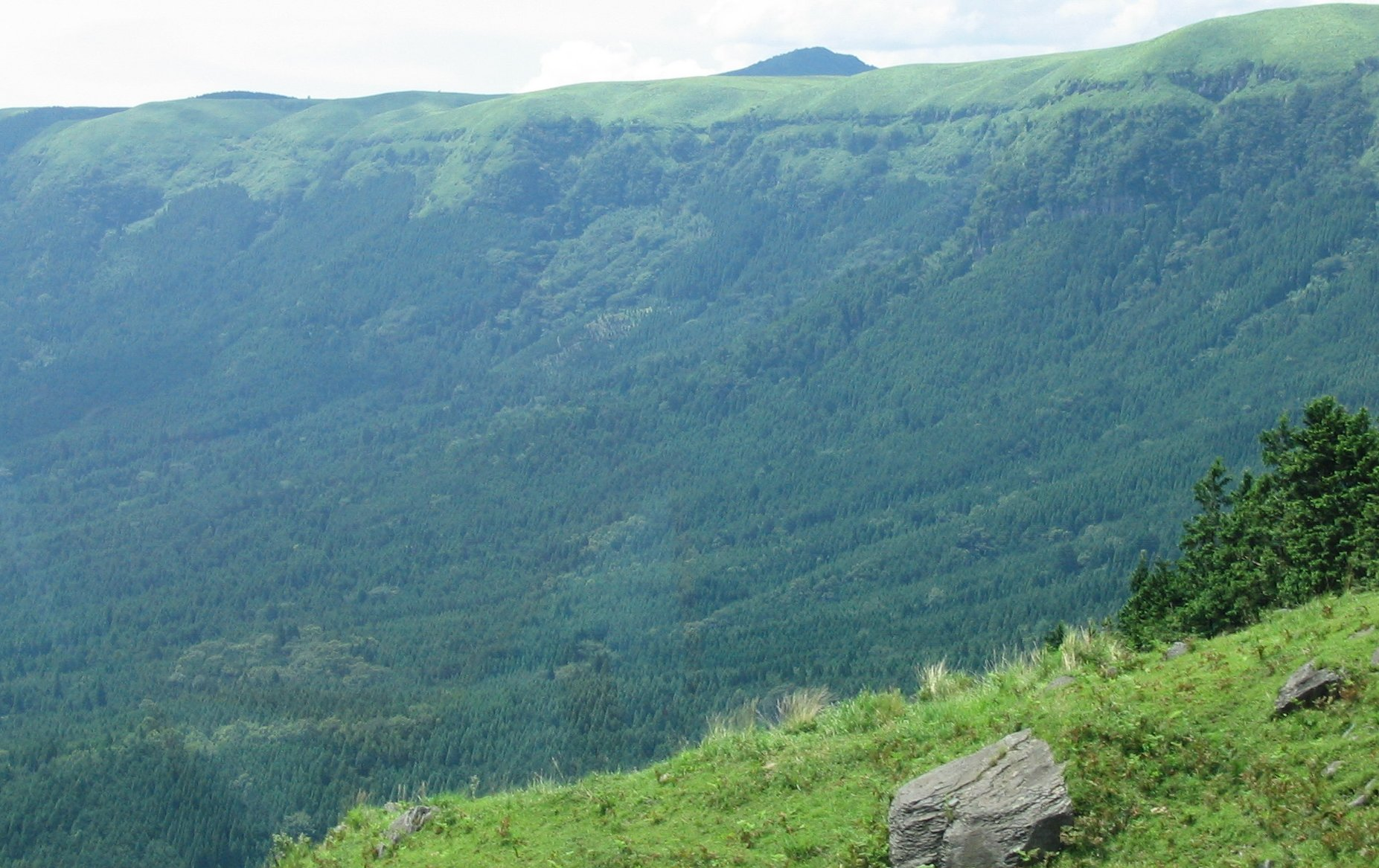
Rand der Caldera
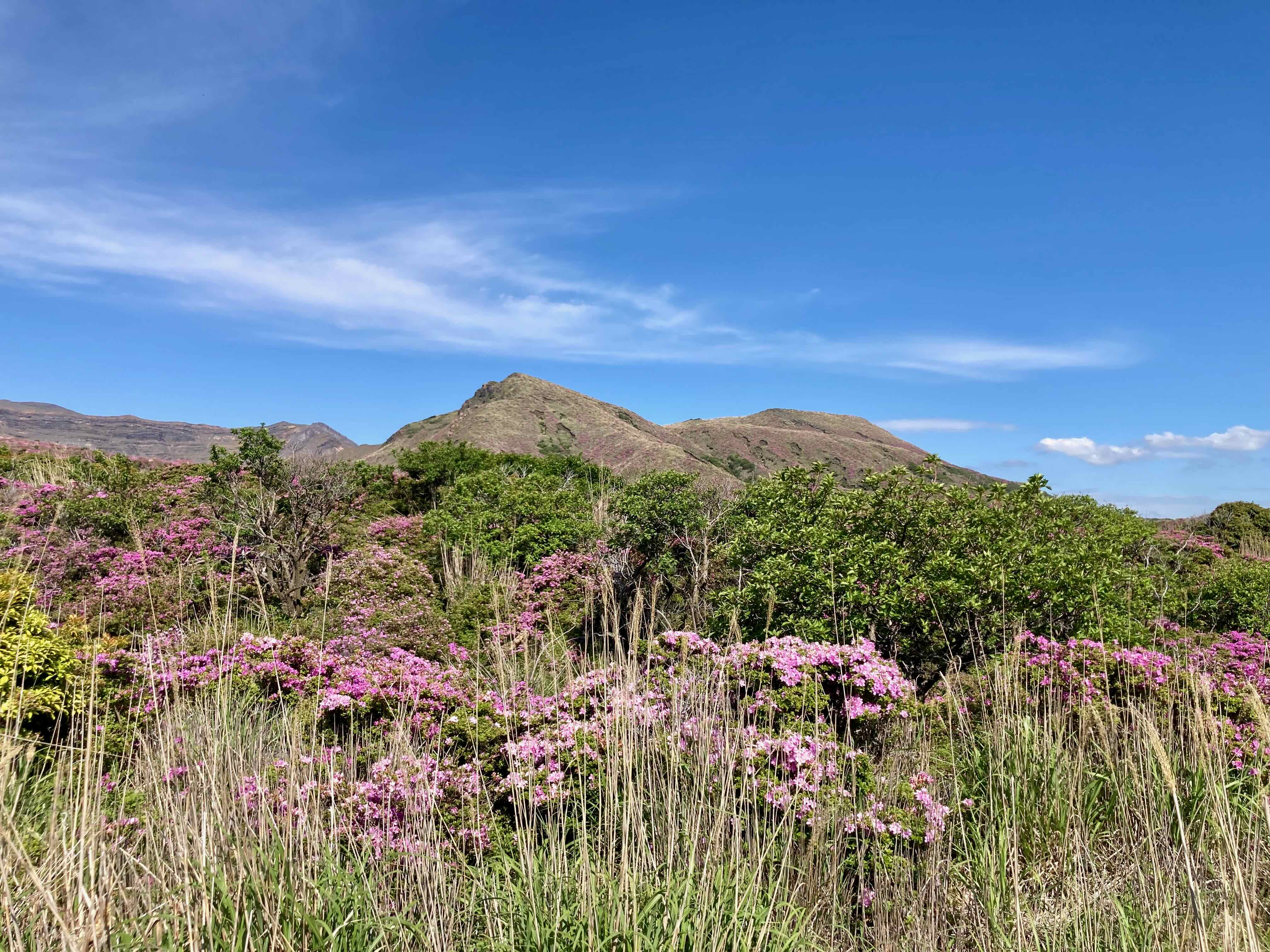
Kyūshū Azaleen
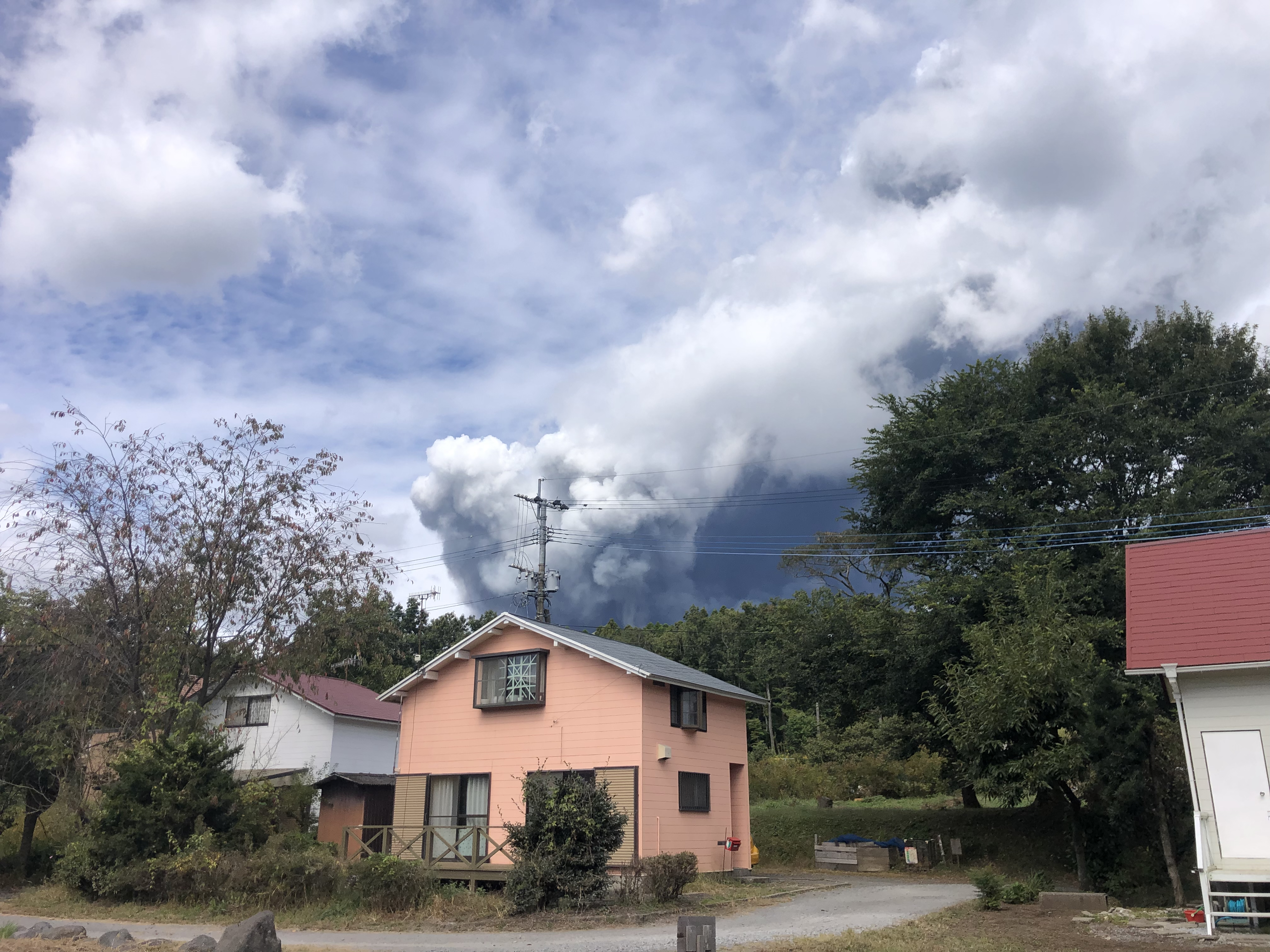
Eruption am 21. Oktober 2021

Nach 1997 kam es im September 2015 zu einem Ausbruch.
Am 8. Oktober 2016 um 01:46 Ortszeit bildete sich eine 11 km hohe Aschesäule. Die JMA warnte vor heftigem Ascheregen bis zu 30 km weit im Nordosten des Vulkans. Leichterer Ascheregen fiel in bis 250 km Entfernung. In 29.000 Häusern der Stadt Aso fiel der Strom aus; diese stellte 10 Notunterkünfte bereit. Es gab keine Berichte über Verletzte. Im Laufe des Sommers 2020 sank die Aktivität auf ein normales Niveau, so dass der Vulkan mittlerweile bis zur Besucherplattform am Kraterrand – mit Ausnahme von Tagen mit hoher Gasentwicklung – zugänglich ist. Die Menge an Vulkanasche lag  seinerzeit ebenfalls im normalen Bereich.
Am 20. Oktober 2021 kam es zu einem erneuten Ausbruch: Gesteinsbrocken wurden bis 1 km weit weg geschleudert, ein Wolkenturm aus Asche stieg bis in 3,5 km Höhe auf.